# Ahn Eun-jin
Dans ce nom coréen, le nom de famille, Ahn, précède le nom personnel.
Ahn Eun-jin (hangeul : 안은진 ; hanja : 安恩眞 ; RR : An Eun-jin ; MR : An Ŭnchin) est une actrice sud-coréenne, née le 6 mai 1991 à Séoul.

## Biographie
Fin novembre 2021, Ahn Eun-jin s'est vue proposer pour le rôle principal, Jin Se-kyung, aux côtés de Yoo Ah-in, pour la nouvelle série télévisée intitulée Goodbye Earth (종말의 바보) qui sera diffusée sur Netflix, adaptée le roman japonais Shūmatsu no fūru (終末のフール, 2006, litt. « Le fou de la fin du monde ») de Kōtarō Isaka — inédit dans les pays francophones, dépeigant les 200 jours avant la fin du monde d'où un astéroïde entre en collision avec la Terre. Elle le confirme en janvier 2022,.
En octobre 2022, elle est mentionnée pour apparaître dans son premier long métrage The Night Owl (올빼미) d'Ahn Tae-jin, dont le rôle lui vaut être nommée meilleure actrice débutante à la cérémonie des Director's Cut Awards, en février 2023, ainsi que celles de Buil Film Awards, en août, et Grand Bell Awards, en octobre.

## Filmographie

### Longs métrages
- 2022 : The Night Owl (올빼미) d'Ahn Tae-jin : Jo So-yong, la compagne du roi
- 2024 : Citizen of a Kind (시민덕희) de Park Young-ju : Ae-rim

### Séries télévisées
- 2018 : Life (라이프) : Lee Jeong-seon
- 2019 : The Crowned Clown (왕이 된 남자) : la concubine du roi
- 2019–2020 : Kingdom (킹덤) : la femme de Mu-yeong
- 2019 : Le Retour du mal (빙의) : Choi Yeon-hee
- 2019 : My Fellow Citizens! (국민 여러분) : Park Gwi-nam
- 2019 : Strangers from Hell (타인은 지옥이다) : So Jeong-hwa
- 2019–2020 : Diary of a Prosecutor (검사내전) : Seong Mi-ran
- 2020 : More Than Friends (경우의 수) : Kim Young-hee
- 2020–2021 : Hospital Playlist (슬기로운 의사생활) : Choo Min-ha
- 2021 : Dark Hole (다크홀) : So Jeong-hwa (caméo ; 2 épisodes)
- 2021 : The Witch's Diner (마녀식당으로 오세요) : Jin Sun-mi (caméo ; 3 épisodes)
- 2021–2022 : The One and Only (한 사람만) : Pyo In-sook
- 2023 : The Good Bad Mother (나쁜엄마) : Lee Mi-joo
- 2023 : My Dearest (연인) : Yoo Gil Chae
- 2024 : Goodbye Earth (종말의 바보) : Jin Se-kyung

## Distinctions

### Récompense
- Asia Artist Awards 2020 : prix FOCUS pour Hospital Playlist

### Nomination
- Blue Dragon Film Awards 2023 : meilleure actrice débutante pour The Night Owl